# Железнодорожный (Усольский район)
Железнодоро́жный — посёлок в Усольском районе Иркутской области России. Административный центр Железнодорожного муниципального образования.

## География
Посёлок находится в южной части Иркутской области, на левом берегу реки Ангара, к востоку от федеральной автомагистрали Р255 «Сибирь», на расстоянии примерно 19 км (по прямой) к юго-востоку от посёлка городского типа Белореченский, административного центра района. Абсолютная высота — 418 м над уровнем моря.

## Население
| 2002 | 2010  | 2011  | 2012  |
| ---- | ----- | ----- | ----- |
| 1490 | ↘1480 | ↗1481 | ↘1361 |

Гендерный состав
По данным Всероссийской переписи населения 2010 года, в гендерной структуре населения мужчины составляли 47,9 %, женщины — соответственно 52,1 %.
Национальный состав
Согласно результатам переписи 2002 года, в национальной структуре населения русские составляли 97 %.

## Улицы
| - ул. 40 лет Победы, - ул. 70 лет Октября, - ул. Ангарская, - ул. Береговая, - ул. Коммунистическая, - ул. Комсомольская, - пер. Комсомольский, | - ул. Луговая, - ул. Мира, - пер. Мира и Дружбы, - ул. Молодёжная, - ул. Московская, - ул. Новогодняя, - пер. Новый, | - ул. Октябрьская, - ул. Олимпийская, - ул. Полевая, - ул. Садовая, - ул. Совхозная, - ул. Солнечная, - ул. Спортивная, | - ул. Степная, - ул. Строителей, - пер. Партизанская, - ул. Тополиный, - пер. Трактовый, - ул. Школьная, - ул. Юбилейная. |

## Инфраструктура
В посёлке функционируют средняя школа, детский сад, амбулатория, профессиональное училище, культурно-досуговый центр и почтовое отделение.